# Trioza dampfi
Trioza dampfi är en insektsart som beskrevs av Leonard D. Tuthill 1944. Trioza dampfi ingår i släktet Trioza och familjen spetsbladloppor. Inga underarter finns listade i Catalogue of Life.